# 远东国立交通大学

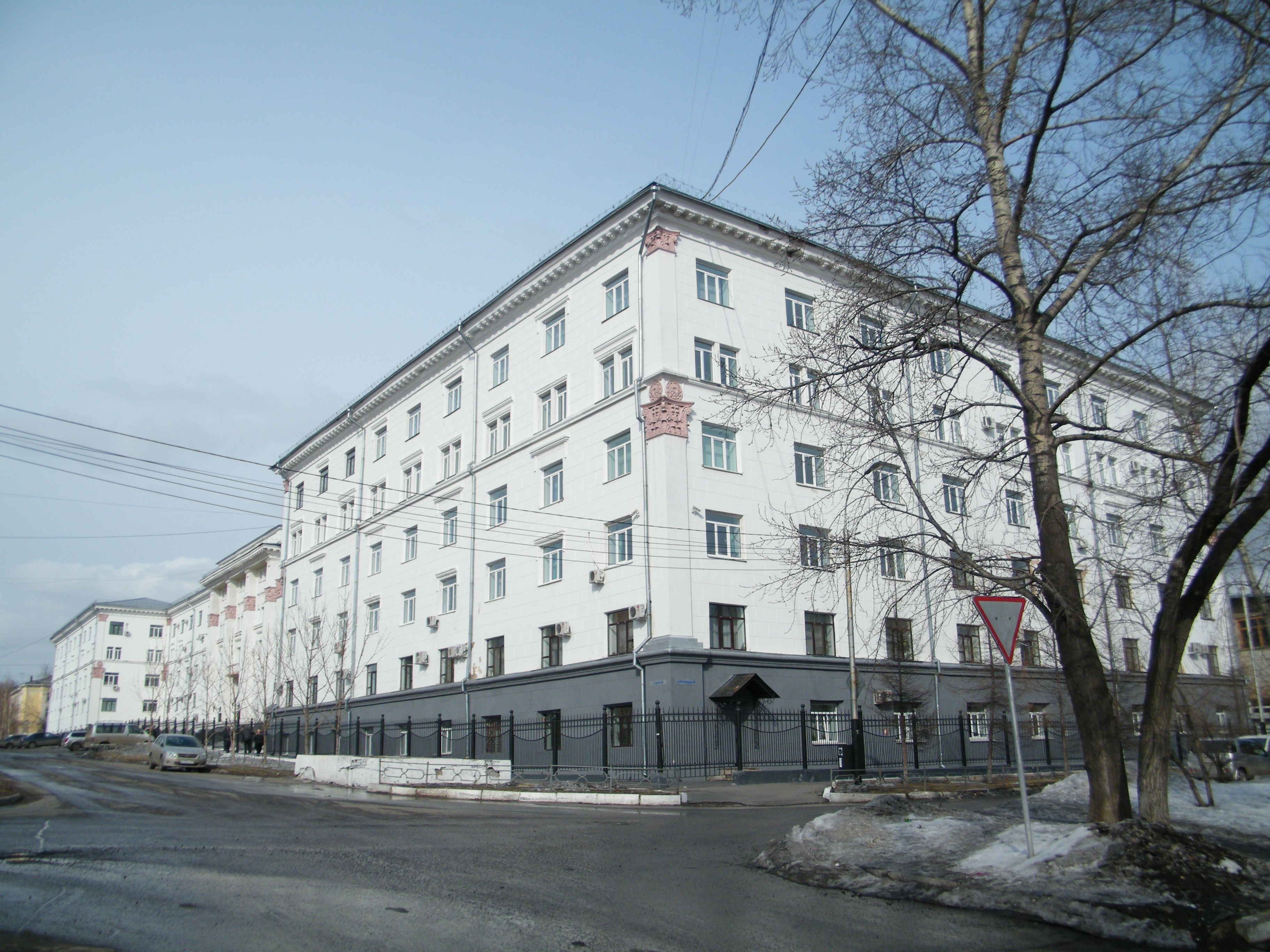

俄罗斯远东国立交通大学（俄語：Дальневосточный государственный университет путей сообщения），是位於俄罗斯遠東聯邦管區首府哈巴罗夫斯克的一所大學。俄罗斯远东国立交通大学创建于1937年，前身是伯力铁路运输工程学院，该校的历史可以追溯到哈尔滨中俄工业学校（哈尔滨工业大学的前身），是为中东铁路预备的大学（1920年建校）。二战期间哈尔滨中俄工业学校部分迁往伯力（918事变以后），成立了伯力铁路运输工程学院。在学校70多年的发展中，几经易名。1997年，学校获得了大学资质，遂改为现名。学校位于在俄罗斯远东地区的中心城市伯力，学校是俄罗斯国家重点大学（俄罗斯交通部直属高校），在俄罗斯国立150所理工类大学中排名27（2004年）。大学现有在校学生23,000名，开设有60多个本科专业，其中硕士点43个，博士点23个，主要专业有：管理、营销、财务、会计和审计、全球经济和外贸、经济学、应用数学、计算机信息系统和网络、电力工业和供应、地面运输系统、电信、自动化和控制系统、建筑及土木工程、货物运输管理、运输设施维护、技术机器和设备等，几十年来学校已经培养了数以万计的人才。学校在培养外国留学生方面也有着丰富的经验，已经有数以百计的外国留学生顺利毕业。

## 外部連結
- 官方网址 （页面存档备份，存于）